# Псевдонім: Лукач
«Псевдонім: Лукач» («Fedneve: Lukács») — угорсько-радянський художній фільм 1976 року, знятий режисером Маносом Захаріасом і Шандором Кьо на кіностудіях «Мосфільм» і «Mafilm».

## Сюжет
Молодий угорець Бела Франкль під час Першої світової війни потрапляє в російський полон, переходить на бік революції та згодом під псевдонімом Мате Залка стає відомим радянським письменником. У 1936 році, прибувши добровольцем до Іспанії, він стає генералом Лукачем, формує 12-ту міжнародну бригаду з бійців-непрофесіоналів і приймає перші важкі бої з кадровими формуваннями Франко.

## У ролях
- Андраш Козак — Мате Залка (дубляж: Олексій Золотницький)
- Олег Вавілов — Альоша, ординарець
- Костянтин Захаров — Бєлов
- Володимир Віхров — Мате Залка в молодості
- Вахтанг Кікабідзе — Дурутті
- Георгій Соколов — Батов
- Іштван Буйтор — Флаттер
- Ференц Бешшенеї — Посас
- Анатолій Ромашин — Кольцов
- Володимир Анисько — Петров
- Роберт Колтаї — Баллер
- Ніна Русланова — перекладачка Дурруті
- Дьюла Кері — Моріц
- Олег Чайка — Галло
- Шавкат Газієв — Ксанті
- Володимир Габаєв — Лістер
- Юрій Назаров — фельдшер, людина в капелюсі
- Шандор Данффі — батько Залки
- Ірен Бодіш — мати Залки
- Т. Фодор — маленький Залка
- Ката Варга — дівчина-фотограф
- А. Бія-Гутерррес — шофер Лукача
- Л. Арменгол — роль другого плану
- Ружи Ач — роль другого плану
- О. Банке-Палау — роль другого плану
- Міклош Бенедек — роль другого плану
- Р. Бенек-Палау — роль другого плану
- Петер Валлаї — роль другого плану
- Олександр Іванов — командир польської роти
- Золтан Гера — роль другого плану
- Володимир Корєнєв — роль другого плану
- Е. Дежене — роль другого плану
- Олександр Куренной — роль другого плану
- Віктор Мархасєв — роль другого плану
- Міклош Калочаї — роль другого плану
- Вадим Михеєнко — роль другого плану
- Н. Дімулас — роль другого плану
- Жолт Кьортвейешші — роль другого плану
- Галя Миронова — роль другого плану
- Е. Кьовеш — роль другого плану
- Тетяна Поппе — роль другого плану
- Йожеф Сендрьо — роль другого плану
- Михайло Розанов — роль другого плану
- Петер Хорват — роль другого плану
- Володимир Сєдов — роль другого плану
- Ендре Чонка — роль другого плану
- Геза Шандор — роль другого плану

## Знімальна група
- Режисери — Манос Захаріас, Шандор Кьо
- Сценаристи — Юлій Дунський, Валерій Фрід
- Оператор — Янош Кенде
- Композитор — Дьйордь Вукан
- Художники — Абрам Фрейдін, Тамаш Вайєр